# 臺中市立五權國民中學
臺中市立五權國民中學，簡稱五權國中，是位於中華民國臺中市北區英才路的一所市立國民中學，於1970年建校。至今已有五十年歷史。
每年級設有資優班1班，以及每班30人的美術班2班。

## 歷史
- 1970年8月1日學校獲准建立，以原臺中市北區建國國民小學為校址，当时校名為「臺中市立第十四國民中學」。[4]
- 1971年8月1日定為現名「臺中市立五權國民中學」。[4]
- 1972年8月1日成立美術才能班。[4]
- 1990年7月5日，省政府核准該校成立智優班。[4]
- 1992年9月8日承辦臺灣省八十一學年度國民中學校長會議。[5]
- 2012年，更換制服款式，將原先的青綠色改為琴綠色。
- 2020年12月11日－2020年12月12日舉辦五十周年校慶。[3]

## 歷任校長
- 許天治：1970年8月1日－1982年8月1日
- 喬兆坤：1982年8月1日－1983年2月28日
- 張兆敏：1983年2月28日－1989年3月2日
- 曾坤暘：1989年3月2日－1996年2月1日
- 陳振北：1996年2月1日－2000年2月1日
- 周承淑：2000年2月1日－2008年8月1日
- 徐惠東：2008年8月1日－2014年7月31日
- 陳進卿：2014年8月1日－2022年7月31日
- 郭政榮：2022年8月1日－現任

## 外部連結
- 五權國中官網（繁體中文） （页面存档备份，存于）
- 學校資料（繁體中文） （页面存档备份，存于）－臺中市政府教育局